# Cami
Cami (também escrito Khame, Kame ou Kami) é uma cidade em ruínas localizada a 22 quilômetros a oeste de Bulavaio, no sul do Zimbábue. No passado, era a capital do Reino de Butua da dinastia Tórua, que se desenvolveu depois do Grande Zimbábue ter sido abandonado em meados do século XIV. Na atualidade, é um monumento nacional e Patrimônio Mundial da UNESCO desde 1986.
A descoberta de objectos da Europa e da China revelam que Cami foi um importante centro comercial durante um longo período. Pelo seu grande significado para a história do homem, este local foi inscrito pela UNESCO em 1986 na lista dos locais que são Património da Humanidade.
Cami era a capital do Reino de Butua entre os séculos XV e XVII, formado por "refugiados" do colapso do Primeiro Estado do Zimbábue (ver História de Moçambique). O "mambo" ("rei") ocupava a parte mais alta da cidade, uma cidadela bem protegida e rodeada pelas residências dos aristocratas, enquanto que as classes trabalhadoras viviam fora da zona murada. As casas dos ricos eram construídas sobre plataformas formadas por paredes maciças de pedra, cheias com terra e ornamentadas com hematite e grafite.
A parte norte do complexo, sobre uma colina, contém a cidadela real, onde foi encontrado um pequeno tesouro, numa plataforma semicircular no topo de três degraus. O principal acesso a esta plataforma era coberto por um telhado de adobe, cujos suportes se encontram ainda de pé.
As ruínas ao sul de Cami contêm várias estruturas interessantes: plataformas de terra batida que se pensa terem servido como currais; muito perto, o "mujejeje", uma pedra ressonante que toca como um sino; e a lindamente decorada muralha com seis metros de altura e 60 de comprimento da Plataforma do Precipício, com um desenho em xadrez ao longo de toda a sua extensão.
A comunidade de Cami floresceu até à sua invasão pelos povos matabeles de Mzilikazi durante a década de 1830. A partir dessa altura, a cidadela foi conservada como "reserva real" – um lugar sagrado e secreto, escondido dos olhos dos Europeus — até 1893. Neste ano, Lobengula teve de fugir das hordas de colonos e o complexo ficou nas mãos dos "ladrões legais" da Companhia das Antigas Ruínas da Rodésia.

## Galeria de imagens

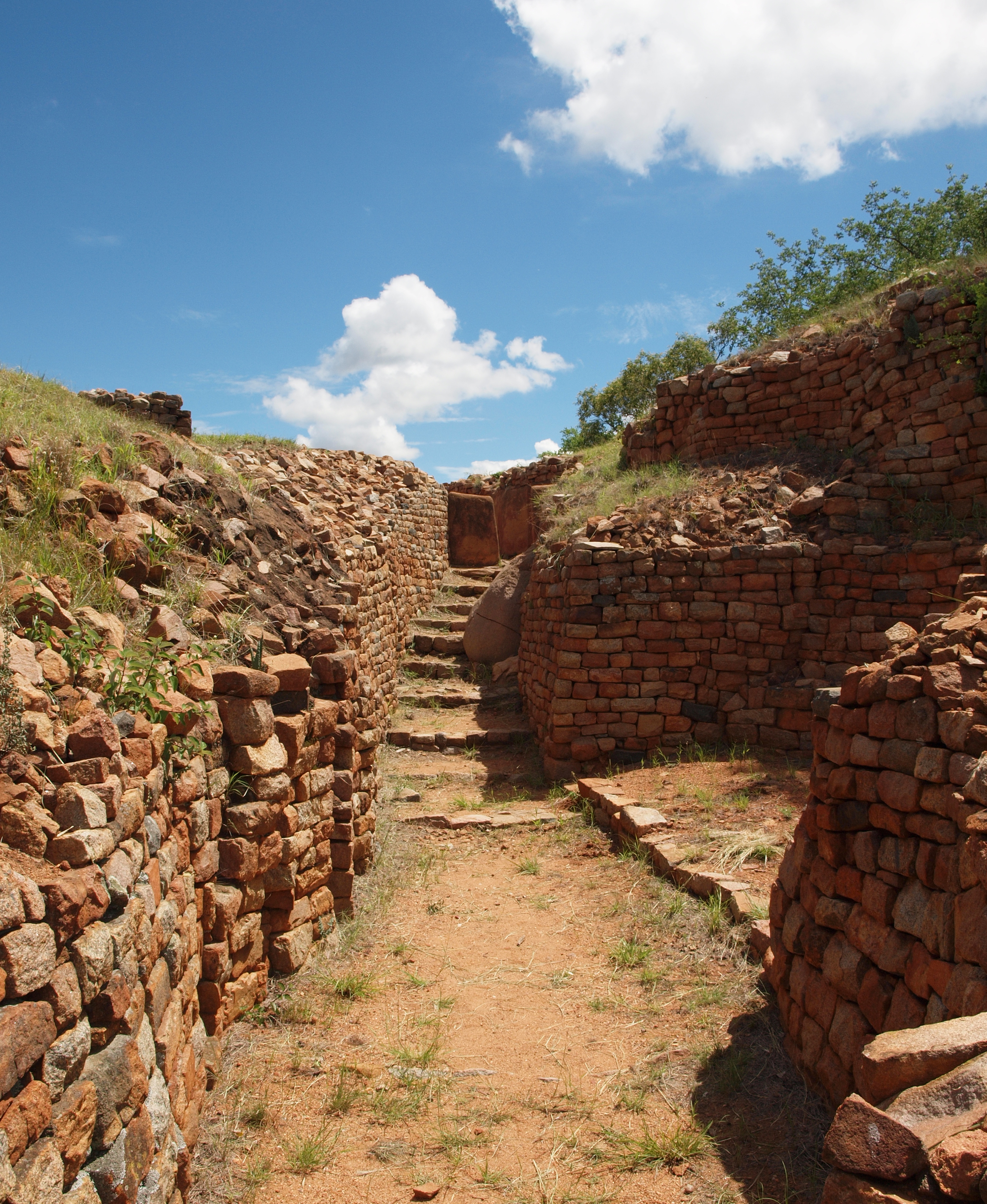
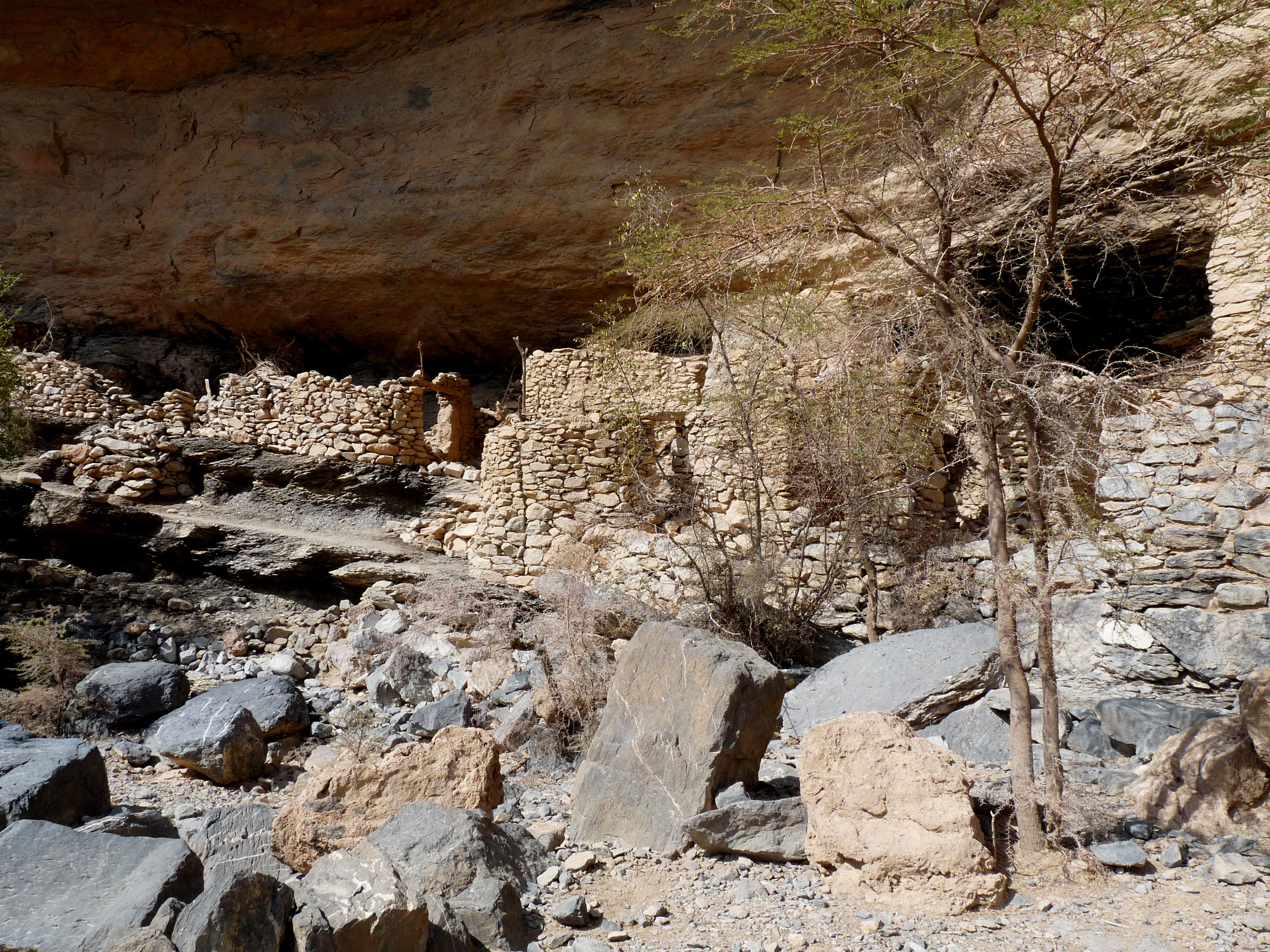
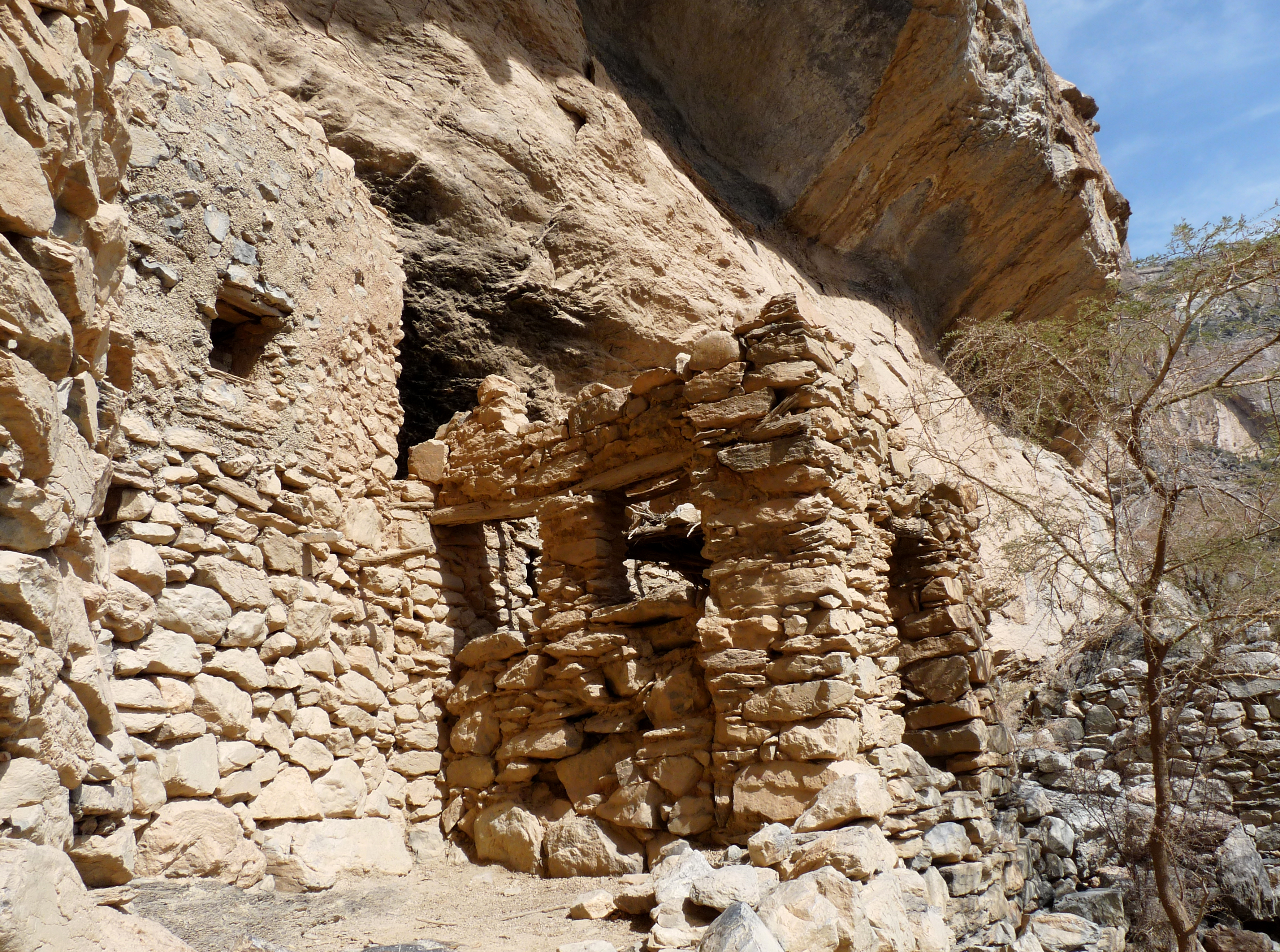
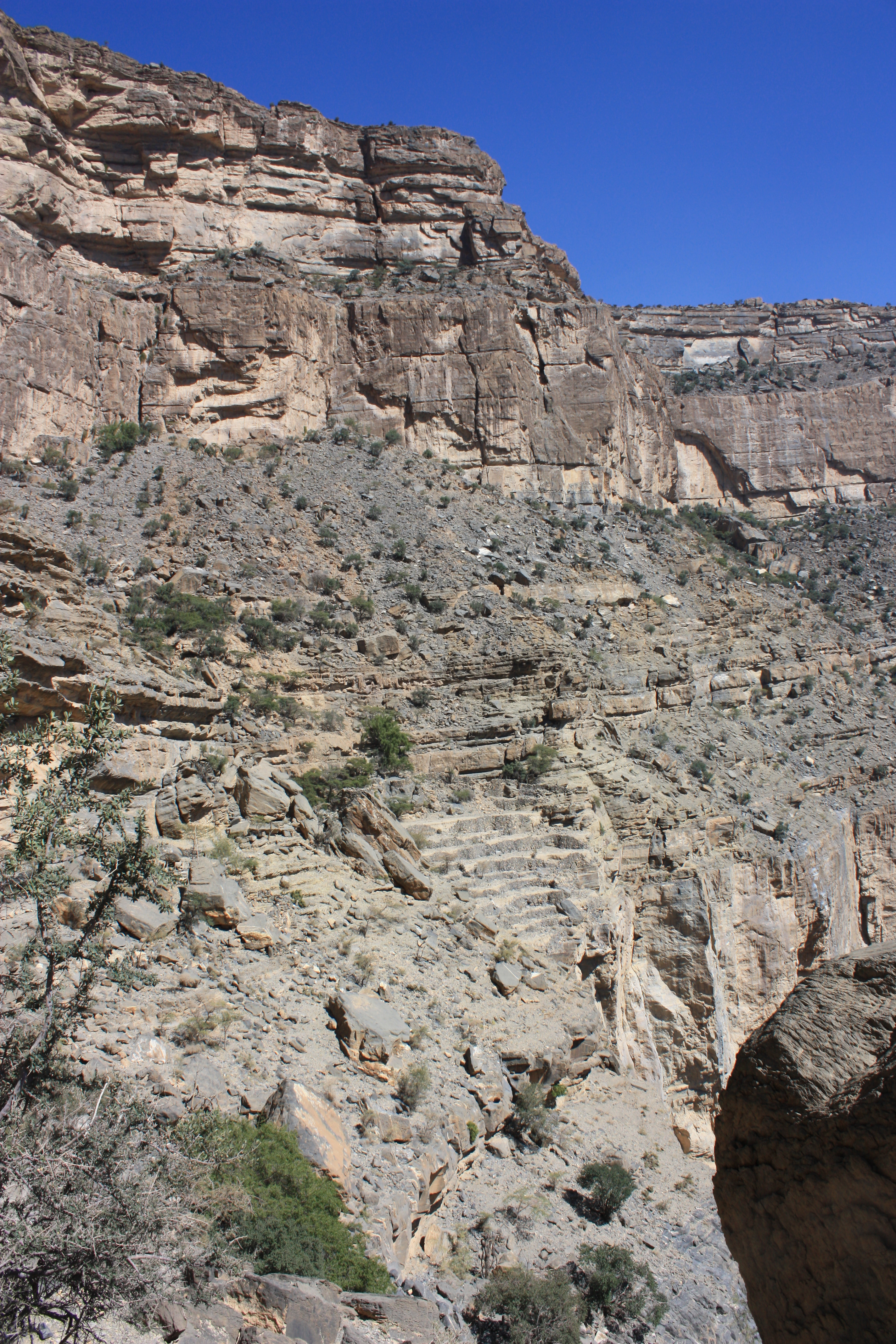